# Římskokatolická farnost Tatenice
Římskokatolická farnost Tatenice je územní společenství římských katolíků v děkanátu Zábřeh s farním kostelem svatého Jana Křtitele.

## Historie farnosti
Farnost byla ustanovena biskupskou listinou ze dne 5. února 1350. K tatenické farnosti v té době patřily obce Lubník, Strážná, Cotkytle, Štíty, Rapotín a Krasíkov. V této době také pravděpodobně vznikl i první kostel sv. Jana Křtitele. Během husitských válek byl vypálen klášter Koruna. Před třicetiletou válkou přišla silná vlna protestantů a z farnosti byl vyhnán katolický farář. Po třicetileté válce a následné rekatolizaci byla farnost přičleněna opět k zábřežskému panství, kde zůstala až do roku 1848. Mezi roky 1646–1707 byla farnost bez faráře. Stavba nového kostela začala v roce 1716, dokončen byl o sedm let později. Slavnostně vysvěcen byl roku 1804. 

## Duchovní správci
Vlastními faráři je farnost spravována od roku 1707. Farářem je od roku 2003 R. D. Mgr. Jaroslav Přibyl.

## Bohoslužby
| Kostel                | Místo    | Bohoslužba (den)    | Hodina                                         | Poznámka     |
| --------------------- | -------- | ------------------- | ---------------------------------------------- | ------------ |
| svatého Jana Křtitele | Tatenice | neděle středa pátek | 8.40 17.30 17.30 (zimní čas)/18.30 (letní čas) | farní kostel |

## Aktivity farnosti
Pravidelně se pořádá farní ples a adventní koncert.
Každoročně se ve farnosti koná tříkrálová sbírka, v roce 2016 se při ní vybralo v Tatenici 21 553 korun.
Pro farnost, stejně jako další farnosti děkanátu Zábřeh vychází každý týden Farní informace.